# Enrique Pinilla Sánchez-Concha
Enrique Pinilla Sánchez-Concha (Lima, 3 de agosto de 1927- Lima, 22 de septiembre de 1989), más conocido como Paco Pinilla, fue un compositor, director de orquesta, crítico y docente universitario peruano. Trabajó en el campo de la música folklórica y la electroacústica, así como en el cine. También enseñó en el Conservatorio Nacional de Música y en la Universidad de Lima.

## Biografía
Hijo de Antonio Pinilla y María Isabel Sánchez-Concha, Enrique Pinilla nació el 3 de agosto de 1927 en Lima, Perú.
Cursó sus estudios escolares en los colegios de La Inmaculada y La Recoleta. Siguió después Artes Liberales en la Pontificia Universidad Católica del Perú. Al mismo tiempo, estudió piano en el Instituto Bach, en la Academia Sas-Rosay y en el Conservatorio Nacional de Música. Tuvo como profesores a Carlos Sánchez Málaga, Andrés Sas y Rodolfo Holzmann.
En 1947 viajó a Europa. Hizo estudios de composición musical en el Real Conservatorio de Música de Madrid (donde obtuvo su diploma de composición en 1958), en el École Normal de París y en la Hochschule für Musik de Berlín (1958-1961).
En 1961 regresó al Perú, donde fue docente de Etnomusicología en el Conservatorio Nacional de Música. También fue crítico musical en el periódico Expreso entre 1961 y 1966, así como director del Departamento de Musicología de la Casa de la Cultura de Lima.
Entre los años 1966 a 1967 recibió una Beca de la Comisión Fulbright para estudiar de Música Electrónica en la Universidad de Columbia como discípulo del músico electrónico Vladimir Ussachevsky.
Fundó la Escuela Superior de Cine y Televisión de la Universidad de Lima (hoy Facultad de Ciencias de la Comunicación) en 1968. También se desempeñó como gerente del Canal Cultural –Canal 13– promovido por la Universidad de Lima y Canal 13 (1967-1974); y fue Jefe del Departamento de Ciencias de la Comunicación (1967-1983) así como docente de los cursos Sonorización, realización Cinematográfica, y Análisis Musical.
Falleció el 26 de setiembre de 1989, víctima de un infarto.
Se casó con Rafaela Dominga García Zanabria, con la que tuvo tres hijos, un varón y dos mujeres, Francisco Pinilla García, Diana Pinilla García y Helena Pinilla García.[cita requerida]

## Principales obras
Se mencionan solo sus principales obras.

### Obras para orquesta
- Cuatro danzas para orquesta, 1950.
- Pequeña pieza para clarinete y orquesta, 1957.
- Pequeña pieza para saxo alto y orquesta de cuerdas, 1957.
- Seis piezas para cuerdas y maderas, 1958.
- Cuatro piezas para orquesta, 1960.
- Canto para orquesta N° 1, 1963.
- Festejo para orquesta, 1966.
- Evoluciones N° 1 para orquesta, 1967.
- Canto para orquesta N° 2, 1968.
- Concierto para piano y orquesta, 1970.
- Suite peruana, 1972.
- Ayacucho 1824, 1975.
- Evoluciones N° 2 para percusión y orquesta, 1976.

### Obras corales
- Segundo coral de la “Cantata sobre viejos textos quechuas”, 1950.
- Seis corales, 1957. Dos corales sobre textos de Hölderlin, 1959.
- Dos Villancicos: “Hay tres ramitas de molle”, “Festejo navideño”, 1965.
- Himno de la Universidad de Lima, 1966.
- La Niña de la Lámpara Azul (Eguren), 1977.
- El Viento de Otoño (Chariarse), 1977.
- Trilce Poema XXXIV (Vallejo), 1979.
- Aloysius Acker (Adán), 1983.

### Música de cámara
- Cuarteto de cuerdas N° 1, 1944.
- Dúo N° 1 para clarinete y fagot, 1946.
- Sonatina para flauta sola, 1950.
- Trío de vientos, 1958.
- Dúo N° 2 para clarinete y fagot, 1959.
- Tres piezas para clarinete en si bemol, 1959.
- Cuatro piezas para vientos, 1960.
- Tres movimientos para piano y percusión, 1961.
- Tres aspectos para clarinete solo, 1966.
- Tres piezas para cuerdas, 1968. Cinco piezas para percusión, 1974.
- Tres piezas para guitarra, 1987.
- Tema y variaciones sobre temas indios para flauta traversa, 1987.
- Cuarteto de cuerdas N° 2, 1989.
- Ambiente, para percusión. Cuatro obras pequeñas para guitarra. Passacaglia, para órgano. Ollantay (obertura).

### Obras para piano
- Primeras obras para piano, 1939.
- Pequeñas obras para piano, 1944.
- Obras para piano I, 1942.
- Preludio y Giga, 1946.
- Suite peruana, 1952.
- Tema y variaciones sobre un tema pentafónico, 1954.
- Estudio sobre el ritmo de la marinera, 1959.
- Collage I y II, 1967. Obras para piano II, 1986.
- Piezas infantiles, 1987.

### Canciones
- Tres canciones para soprano y piano, Op. 11 N° 1, 1944.
- Canciones con textos de poetas peruanos: Abril, Adán, Chariarse, Eguren, Guevara, Romualdo, Sologuren y Vallejo, 1944-1989.
- Once canciones peruanas, 1949.
- Diez canciones sudamericanas, 1952.
- Dos canciones con textos de los poetas Aleixandre y Reyes, 1959.
- Tres canciones con textos propios, 1955.
- Tres canciones con textos de Stefan George, 1959.
- Dos canciones con texto de Rafael García, 1975.

### Música electrónica
- Prisma, 1967.

### Música para películas
- El Árbol de España, corto documental (1957)
- El Hombre que Viajaba Despacito (1957)
- Historias De Madrid (1958)
- Oro Español, corto documental (1959)
- Ganarás el pan. (1964)
- En la selva no hay estrellas (1967)
- La muralla verde (1970)
- Espejismo (1972)